# ميناء قسطل البري

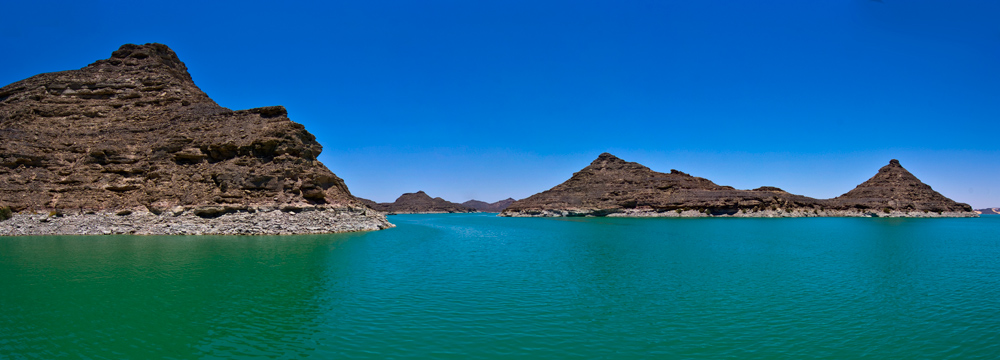
يقع المعبر شرق بحيرة ناصر

ميناء قسطل البري  أول معبر حدودي يربط بين مصر والسودان، يقابله في الأراضي السودانية معبر أشكيت، افتتح سنة 2014م بعد تأخر افتتاحه عدة مرات. وقد بُرّر ذلك بحجة أن المنطقة نائية وأن إنشاء المرافق لإعاشة العاملين لم يكن يسيرا، أما البعض الآخر فعزا تأخر الافتتاح لبعض الخلافات الفنية. يسع الميناء لعبور 80 شاحنة يوميا وساحة انتظاره تسع 40 شاحنة. ومخطط افتتاح طريقين إضافيين لاحقا.
على الجانب المصري، استحدثت عبارة تعبر بحيرة ناصر من «أبو سمبل» إلى «مرسى قسطل التجاري»، وعلى الجانب السوداني يصل طريق مباشرة إلى وادي حلفا. قبل إنشاء هذا المعبر كان الوصول بين مصر والسودان عبر مركب قديم تنطلق من أبو سمبل إلى وادي حلفا، وكان ترددها وسعتها محدودة.